# George William Vella
George William Vella (ur. 24 kwietnia 1942 w Żejtunie) – maltański polityk i lekarz, długoletni parlamentarzysta, dwukrotnie minister spraw zagranicznych, prezydent Malty w latach 2019–2024.

## Życiorys
W 1964 ukończył studia medyczne na Royal University of Malta. Pracował na tej uczelni, przez kilkanaście lat był też konsultantem ds. medycznych w liniach lotniczych Air Malta.
Zaangażował się w działalność Partii Pracy. Z jej ramienia w latach 1978–1987 zasiadał w Izbie Reprezentantów. W 1992 został wiceprzewodniczącym partii. W tym samym roku powrócił do krajowego parlamentu, uzyskując następnie reelekcję w kolejnych wyborach w 1996, 1998, 2003, 2008 i 2013. Od 1996 do 1998 sprawował urząd wicepremiera oraz ministra spraw zagranicznych i środowiska w rządzie Alfreda Santa.
Od maja do lipca 2004 pełnił jednocześnie funkcję deputowanego do Parlamentu Europejskiego V kadencji, zasiadając w grupie socjalistycznej oraz w Komisji Ochrony Środowiska, Zdrowia i Ochrony Konsumentów. Po zwycięstwie laburzystów w wyborach parlamentarnych w 2013 objął urząd ministra spraw zagranicznych w gabinecie Josepha Muscata. Zakończył urzędowanie w 2017.
5 marca 2019 premier Joseph Muscat ogłosił jego kandydaturę na prezydenta Malty. Poparła go także opozycyjna Partia Narodowa. 2 kwietnia 2019 parlament zaaprobował jego kandydaturę. Urząd prezydenta George William Vella objął 4 kwietnia tegoż roku na okres pięcioletniej kadencji, która zakończyła się 4 kwietnia 2024.

## Odznaczenia
- Companion of Honour Narodowego Orderu Zasługi[7]
- Wielki Komandor Orderu Honoru (Grecja)[7]
- Krzyż Wielki Orderu Świętej Agaty (San Marino)[5]
- Kawaler Komandor Orderu św. Michała i św. Jerzego (Wielka Brytania)[7]
- Krzyż Wielki Orderu pro Merito Melitensi (Zakon Maltański)[7]